# Rouilly-Saint-Loup
Rouilly-Saint-Loup est une commune française, située dans le département de l'Aube en région Grand Est.

## Géographie
| Saint-Julien-les-Villas | Saint-Parres-aux-Tertres | Ruvigny   |
|                         | Rouilly-Saint-Loup       |           |
| Bréviandes              | Verrières                | Montaulin |

### Topographie
Rouilly dérive du gentilice Rullius.
Pour différencier les écarts sont apparus les Petit-Rouilly qui  donnait Rouillerot, l'adjonction de Saint-Loup marquant l'attachement à l'abbaye éponyme.

### Hydrographie
La commune est dans la région hydrographique « la Seine de sa source au confluent de l'Oise (exclu) » au sein du bassin Seine-Normandie. Elle est drainée par la Barse, le canal de Saint Julien, la Rance, le Rigoulot, un bras de la Barse, le canal 01 du Champ Brûlé, le cours d'eau 01 des Anglées et divers autres petits cours d'eau,.
La Barse, d'une longueur de 50 km, prend sa source dans la commune de Puits-et-Nuisement et se jette  dans la Seine à La Chapelle-Saint-Luc, après avoir traversé 17 communes.

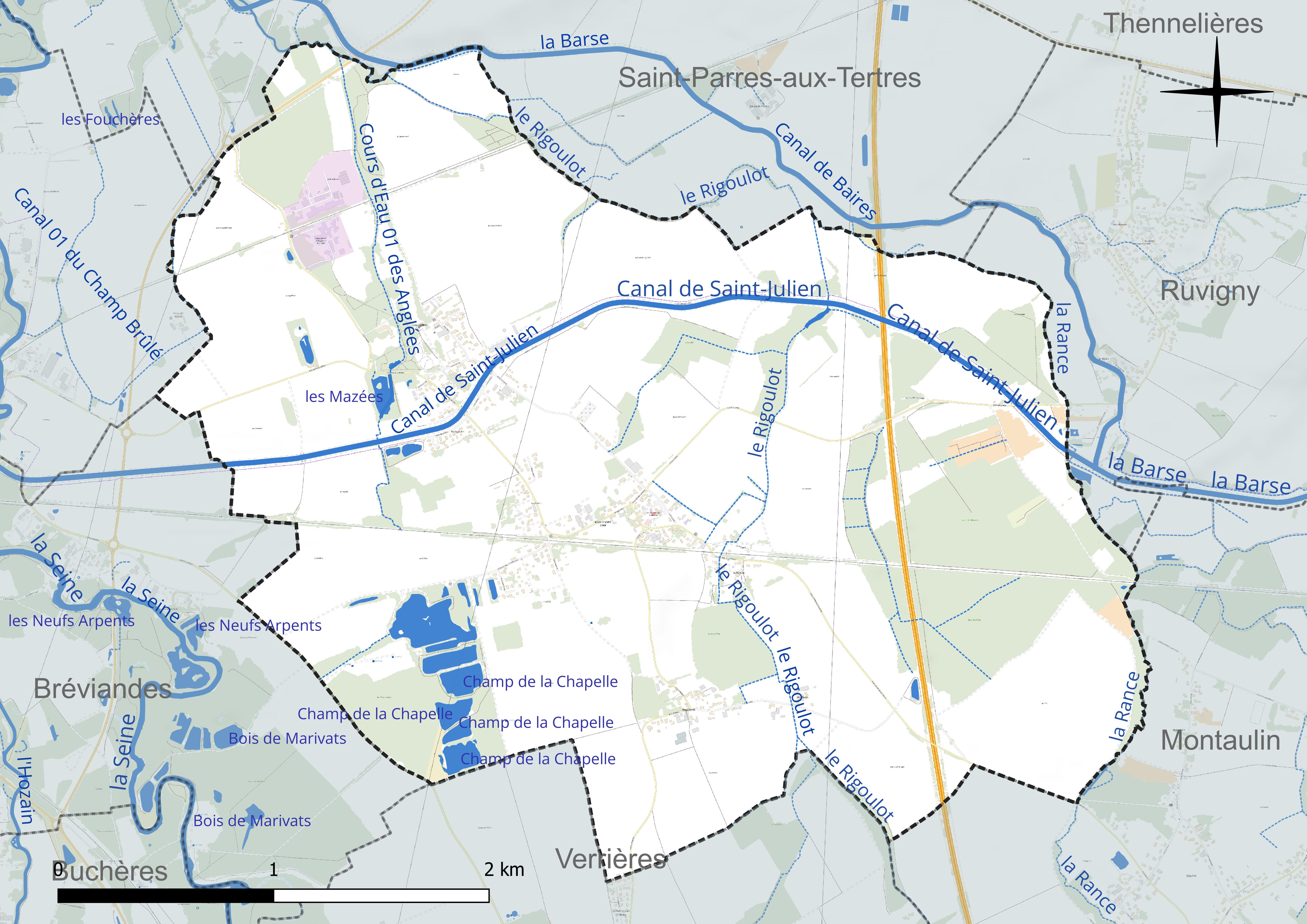
Réseau hydrographique de Rouilly-Saint-Loup.

Deux plans d'eau complètent le réseau hydrographique : Champ de la Chapelle (2,1 ha) et les Mazées (1,2 ha),.

### Climat
Pour des articles plus généraux, voir Climat du Grand Est et Climat de l'Aube.
En 2010, le climat de la commune est de type climat océanique dégradé des plaines du Centre et du Nord, selon une étude du Centre national de la recherche scientifique s'appuyant sur une série de données couvrant la période 1971-2000. En 2020, Météo-France publie une typologie des climats de la France métropolitaine dans laquelle la commune est exposée à un climat océanique altéré et est dans la région climatique Lorraine, plateau de Langres, Morvan, caractérisée par un hiver rude (1,5 °C), des vents modérés et des brouillards fréquents en automne et hiver.
Pour la période 1971-2000, la température annuelle moyenne est de 10,6 °C, avec une amplitude thermique annuelle de 15,8 °C. Le cumul annuel moyen de précipitations est de 708 mm, avec 12 jours de précipitations en janvier et 8,1 jours en juillet. Pour la période 1991-2020, la température moyenne annuelle observée sur la station météorologique de Météo-France la plus proche, « Saint-Pouange », sur la commune de Saint-Pouange à 9 km à vol d'oiseau, est de 11,5 °C et le cumul annuel moyen de précipitations est de 707,5 mm. 
La température maximale relevée sur cette station est de 42,2 °C, atteinte le 24 juillet 2019 ; la température minimale est de −21 °C, atteinte le 9 janvier 1985,,.
Les paramètres climatiques de la commune ont été estimés pour le milieu du siècle (2041-2070) selon différents scénarios d'émission de gaz à effet de serre à partir des nouvelles projections climatiques de référence DRIAS-2020. Ils sont consultables sur un site dédié publié par Météo-France en novembre 2022.

## Urbanisme

### Typologie
Au 1er janvier 2024, Rouilly-Saint-Loup est catégorisée commune rurale à habitat dispersé, selon la nouvelle grille communale de densité à 7 niveaux définie par l'Insee en 2022.
Elle est située hors unité urbaine. Par ailleurs la commune fait partie de l'aire d'attraction de Troyes, dont elle est une commune de la couronne,. Cette aire, qui regroupe 209 communes, est catégorisée dans les aires de 200 000 à moins de 700 000 habitants,.

### Occupation des sols
L'occupation des sols de la commune, telle qu'elle ressort de la base de données européenne d’occupation biophysique des sols Corine Land Cover (CLC), est marquée par l'importance des territoires agricoles (73,4 % en 2018), en diminution par rapport à 1990 (74,3 %). La répartition détaillée en 2018 est la suivante : 
terres arables (60,8 %), forêts (17,5 %), zones agricoles hétérogènes (8 %), zones urbanisées (6,8 %), prairies (4,6 %), eaux continentales (2,2 %). L'évolution de l’occupation des sols de la commune et de ses infrastructures peut être observée sur les différentes représentations cartographiques du territoire : la carte de Cassini (XVIIIe siècle), la carte d'état-major (1820-1866) et les cartes ou photos aériennes de l'IGN pour la période actuelle (1950 à aujourd'hui).

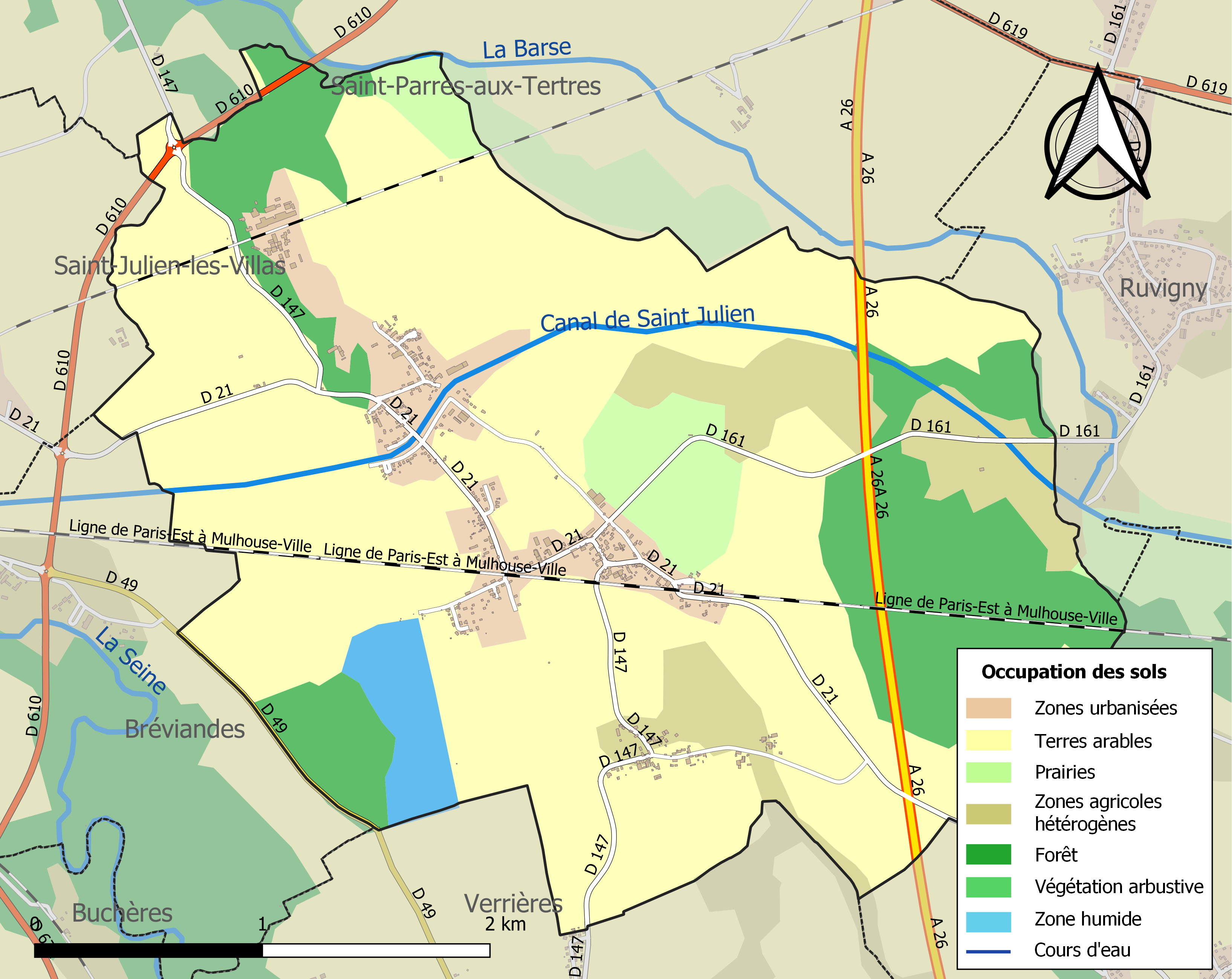
Carte des infrastructures et de l'occupation des sols de la commune en 2018 (CLC).

## Histoire
Des traces d'habitation gauloise furent attestées par la découverte d'une tombe qui fut découverte et détruite par la construction du pont de chemin de fer en 1853, des cercueils romains et médailles au lieu-dit Pré-Guerrier.
Les premiers seigneurs étaient les comtes de Troyes qui firent des donations à l'abbaye de Saint-Loup pour une grange et une autre dite la Bretonnière, l'abbaye de Montier-la-Celle pour une maison et 128 arpents de terre et au chapitre de Saint-Étienne. La commanderie de Troyes avait aussi des possessions à Rouilly.
En l'an III furent réunies plusieurs communautés en celle de Rouilly.

## Politique et administration
C'est une commune qui  dépendait en 1789  de l'intendance de la généralité de Châlons, de l'élection de Troyes, du bailliage ducal d'Aumont..

| Période                                  | Période  | Identité                                            | Étiquette | Qualité               |
| ---------------------------------------- | -------- | --------------------------------------------------- | --------- | --------------------- |
| mars 2001                                | 2014     | M. Jean-Pierre Marty                                |           |                       |
| mars 2014                                | En cours | M. Jean-Marie Castex Réélu pour le mandat 2020-2026 | DVG       | Professeur des écoles |
| Les données manquantes sont à compléter. |          |                                                     |           |                       |

## Démographie
L'évolution du nombre d'habitants est connue à travers les recensements de la population effectués dans la commune depuis 1793. Pour les communes de moins de 10 000 habitants, une enquête de recensement portant sur toute la population est réalisée tous les cinq ans, les populations de référence des années intermédiaires étant quant à elles estimées par interpolation ou extrapolation. Pour la commune, le premier recensement exhaustif entrant dans le cadre du nouveau dispositif a été réalisé en 2006.

En 2022, la commune comptait 536 habitants, en évolution de +3,68 % par rapport à 2016 (Aube : +0,7 %, France hors Mayotte : +2,11 %).
| 1793 | 1800 | 1806 | 1821 | 1831 | 1836 | 1841 | 1846 | 1851 |
| ---- | ---- | ---- | ---- | ---- | ---- | ---- | ---- | ---- |
| 171  | 478  | 404  | 427  | 457  | 407  | 376  | 385  | 360  |

| 1856 | 1861 | 1866 | 1872 | 1876 | 1881 | 1886 | 1891 | 1896 |
| ---- | ---- | ---- | ---- | ---- | ---- | ---- | ---- | ---- |
| 382  | 386  | 370  | 349  | 341  | 318  | 336  | 334  | 300  |

| 1901 | 1906 | 1911 | 1921 | 1926 | 1931 | 1936 | 1946 | 1954 |
| ---- | ---- | ---- | ---- | ---- | ---- | ---- | ---- | ---- |
| 277  | 267  | 273  | 254  | 293  | 338  | 309  | 322  | 344  |

| 1962 | 1968 | 1975 | 1982 | 1990 | 1999 | 2006 | 2011 | 2016 |
| ---- | ---- | ---- | ---- | ---- | ---- | ---- | ---- | ---- |
| 346  | 361  | 379  | 480  | 507  | 505  | 526  | 561  | 517  |

| 2021 | 2022 | - | - | - | - | - | - | - |
| ---- | ---- | - | - | - | - | - | - | - |
| 528  | 536  | - | - | - | - | - | - | - |

## Lieux et monuments
- Église Saint-Donat de Rouilly-Saint-Loup.

## Personnalités liées à la commune

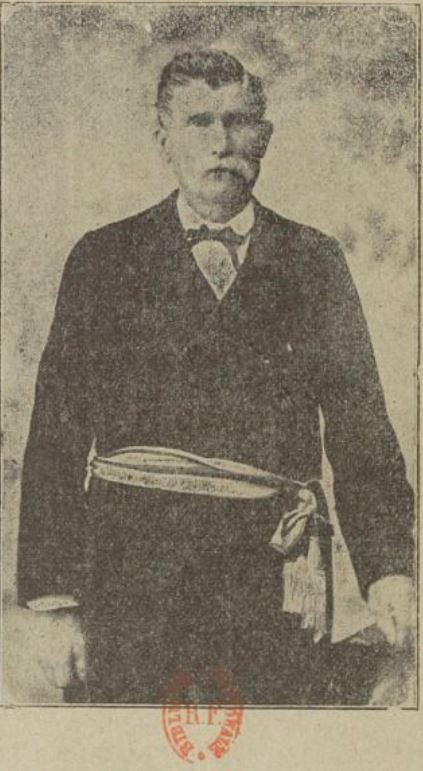
Pierre-François Damoiseau (1834-1899) maire de Rouilly-Saint-Loup.

- Pierre-François Damoiseau, 65 ans, ancien maire de Rouilly Saint-Loup, guillotiné par Anatole Deibler (dont c'est la première exécution en qualité d'exécuteur en chef des arrêts criminels de France), place de la Tour en la ville de Troyes, le samedi 14 janvier 1899 à 7 h 25, pour avoir tué son gendre Cordier et tenté d'abattre sa propre fille Hélène pour une affaire d'argent le 18 décembre 1897.
- Pierre Amandry (1912-2006), helléniste français, y est inhumé.

## Héraldique
|  | Les armes de la ville se blasonnent ainsi : D’azur à la bande d’argent côtoyée de deux doubles cotices potencées et contre-potencées d’or, au chef ondé de sinople, à la crosse d'or brochant sur le tout. |